# Laudachsee
Le Laudachsee est un lac autrichien situé dans le land de Haute-Autriche, dans la région du Salzkammergut. Il est un voisin du Traunsee.
Ses eaux, qui peuvent atteindre 20 °C en été, se vident dans le Danube par l'intermédiaire de la Laudach, de l'Alm et de la Traun.

## Source
- (en) Cet article est partiellement ou en totalité issu de l’article de Wikipédia en anglais intitulé « Laudachsee » (voir la liste des auteurs).

1. ↑  (de-AT) « Ramsaualm Laudachsee: Da kammergut lustig sein », sur Der Standard, 17 juillet 2009 (consulté le 29 janvier 2025)